# Karl Anton av Hohenzollern-Sigmaringen (1868–1919)
Karl Anton av Hohenzollern-Sigmaringen, född 1 september 1868, död 21 februari 1919 i Namedy, var son till Leopold av Hohenzollern-Sigmaringen.
Han gifte sig i Bryssel 1894 med sin kusin Josephine av Belgien (1872-1958), dotter till Philip av Flandern och syster till Albert I av Belgien. Efter makens död drog hon sig tillbaka till ett kloster i Belgien och blev nunna.

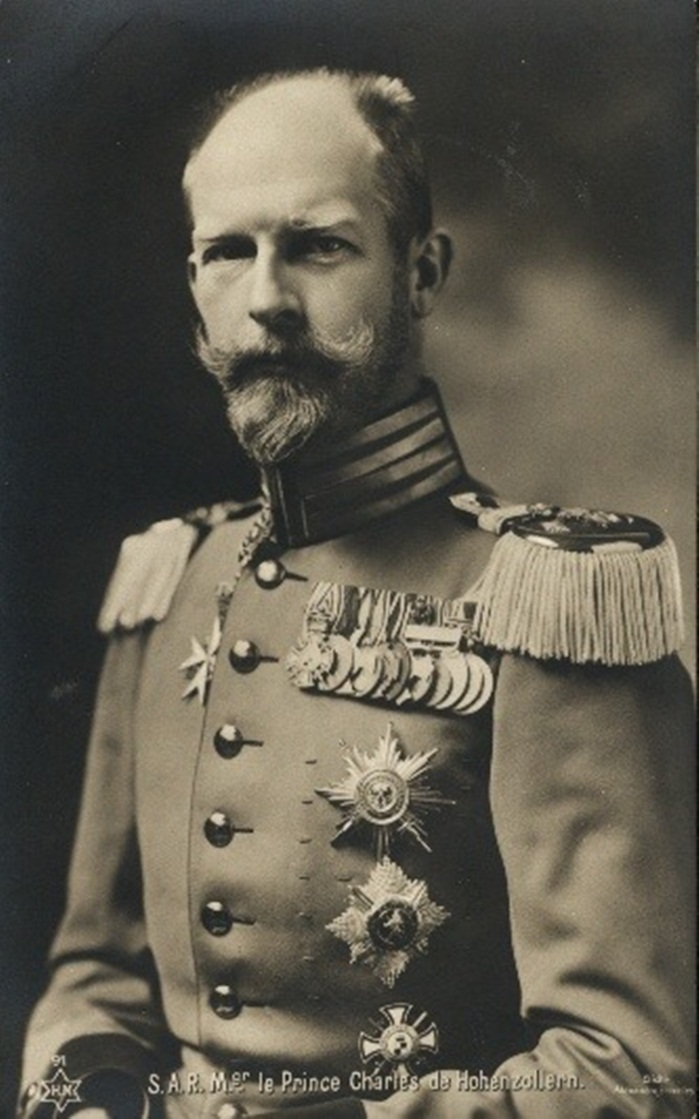
Karl Anton av Hohenzollern

## Barn
- Stephanie (1895-1975); gift 1920 med Joseph Ernst, Fst Fugger von Glött (1895-1981)
- Marie (1896-1965); gift 1924 med Egon, Frhr Eyrl von und zu Waldgries u.Liebenaich (1892-1981)
- Albrecht (1898-1977); gift 1921 med Ilse Margot von Friedeburg (1901-1988)